# Thalatha psorallina
Thalatha psorallina är en fjärilsart som beskrevs av Oswald Beltram Lower 1903. Thalatha psorallina ingår i släktet Thalatha och familjen nattflyn. Inga underarter finns listade i Catalogue of Life.